# Isaiah McGuire
Isaiah McGuire (Tulsa, 27 luglio 2001) è un giocatore di football americano statunitense che milita nel ruolo di defensive end per i Cleveland Browns della National Football League (NFL).

## Carriera

### Cleveland Browns
Al college McGuire giocò a football all'Università del Missouri, venendo inserito nella formazione ideale della Southeastern Conference nell'ultima stagione. Fu scelto nel corso del quarto giro (126º assoluto) del Draft NFL 2023 dai Cleveland Browns. Debuttò come professionista subentrando nella gara del nono turno contro gli Arizona Cardinals. La sua prima stagione si chiuse con 6 tackle e un sack in quattro presenze, di cui una come titolare.